# فتاة مانهاتن (فلم 1948)
فتاة مانهاتن (بالإنجليزية: The Girl from Manhattan) هو فيلم كوميدي رومانسي أمريكي من إنتاج عام 1948 وبطولة دوروثي لامور وجورج مونغومري.

## روابط خارجية
- مقالات تستعمل روابط فنية بلا صلة مع ويكي بيانات